# Giovanni De Vecchi
Pour les articles homonymes, voir De Vecchi.
Giovanni De Vecchi (Borgo San Sepolcro, 1536 - 1614) est un  peintre italien maniériste de la fin de la Renaissance.

## Biographie
Giovanni De Vecchi commence son apprentissage auprès de  Raffaellino del Colle, puis avec Taddeo Zuccari, qu'il assiste pour les décorations de l'intérieur de la  Villa Farnese de Caprarola, une des œuvres majeures du maniérisme.
Cesare Torelli Romano fut de ses élèves.

## Œuvres
- Vie de saint Jérôme, Église Sainte-Marie d'Aracœli, coupole du Gesu,
- Les Quatre docteurs de la Foi, et les cartons des saint Jean et saint Luc des mosaïques de la tribune de la basilique Saint-Pierre de Rome
- Les Constellations, fresque, palais Farnèse
- Fresques de l'oratoire romain du  Santissimo Crocifisso.

## Sources
- (en) Cet article est partiellement ou en totalité issu de l’article de Wikipédia en anglais intitulé « Giovanni de' Vecchi » (voir la liste des auteurs).